# Coandă-1910
Coandă 1910 — первый в мире самолёт на реактивной тяге.
Построен румынским авиаконструктором Анри Коандэ (Henri Coanda, Генри Коанда) в мастерских Капроне. Даже неспециалисту бросалась в глаза необычная конструкция этого аппарата, в которой изобретатель отказался от традиционных узлов и материалов тех лет. Полотно, почти обязательный материал для обшивки плоскостей, он заменил тонкой фанерой. Из неё сделан и желобообразный фюзеляж, и крылья, и хвостовое оперение, напоминающее по форме бумажного голубя. Это позволило конструктору отказаться от межкрыловых стоек, расчалок и натяжных приспособлений, характерных для самолетов тех лет. Баки с горючим и маслом изобретатель разместил в верхней паре крыльев и сделал шасси частично убирающимися. Верхняя пара крыльев была по площади больше нижней и несколько выдвинута вперёд относительно неё. Но основная особенность — отсутствие пропеллера. Двигатель-компрессор, работая от 4-цилиндрового 50-сильного бензинового мотора Clerget, нагнетал воздух в две камеры сгорания, расположенные по бокам фюзеляжа, в которых воздух смешивался с топливом и сгорал. Тяга двигателя 220 кг, размах крыла 10,1 м, длина 12,7 м, площадь крыла 32,0 кв. м., взлетный вес 420 кг. Дальнейшее развитие проект получил только спустя почти 30 лет в Германии, при разработке первого реактивного самолёта Хейнкель He 178.